# Phare de Muckle Flugga
Le phare de Muckle Flugga (en vieux norrois : Mikla Flugey) est un phare situé sur l'île rocheuse et escarpée Muckle Flugga dans l'archipel des Shetland en Écosse.
Ce phare est géré par le Northern Lighthouse Board (NLB) à Édimbourg,l'organisation de l'aide maritime des côtes de l'Écosse.
Il est maintenant protégé en tant que monument classé du Royaume-Uni de catégorie A.

## Histoire
En 1851, il fut décidé de construire un phare sur le nord de l'île Unst mais, à cause des difficultés à déterminer l'emplacement exact, rien n'avait été fait au début de 1854. Pendant la guerre de Crimée, le gouvernement a exhorté les commissaires à mettre une lumière à Muckle Flugga pour protéger les navires de la Royal Navy. Un phare temporaire, de 15 m de haut, a été allumé à 61 m au-dessus du niveau de la mer le 11 octobre 1854. Il a été jugé élevé et assez sûr pour résister aux éléments mais, lors des tempêtes hivernales, des dégâts furent constatés sur la tour et les logements. Des plans ont été faits pour un phare plus grand et plus permanent, mais il y avait toujours des désaccords au sujet de l'endroit où l'ériger, Muckle Flugga ou Lamba Ness. Les ordres pour commencer les travaux de la nouvelle tour de Muckle Flugga ont finalement été donnés en juin 1855. Le nom original du phare était "North Unst", mais en 1964, il a été changé en "Muckle Flugga".

## Le phare
Les frères Thomas Stevenson et David Stevenson ont conçu et construit le phare en 1854, à l'origine pour protéger les navires pendant la guerre de Crimée. Il a été allumé le 1er janvier 1858. C'est une tour de 20 m de haut, avec 103 marches jusqu'au sommet de la galerie et lanterne. Il est le phare le plus au nord de Grande-Bretagne. Les approvisionnements furent treuillés par câble depuis le bateau dans une fente naturelle des rochers qui fournit un havre pour celui-ci. En mars 1995, il était entièrement automatisé.
Thomas, le fils de Robert Louis Stevenson, l'écrivain, l'a visité quand il était jeune. Unst est devenu son inspiration pour la carte de L'Île au trésor.

## Station basse de Muckle Flugga

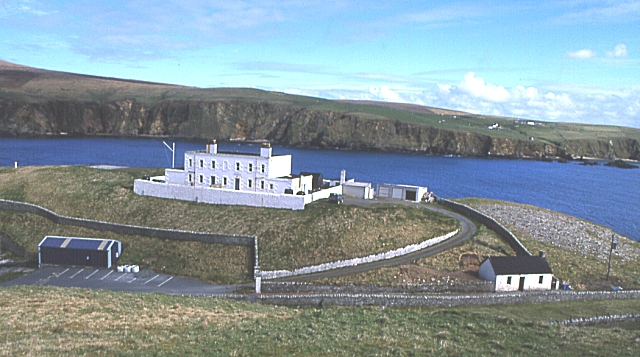
Station basse

Muckle Flugga était l'un des rares phares en Écosse à avoir une station basse séparée de la tour qui servait d'hébergement pour les gardiens de phare quand ils n'étaient pas en service (semblable à Sule Skerry et sa station de rivage à Stromness). La station côtière a été vendue lorsque le phare a été automatisé en 1995. Une partie de l'édifice abrite aujourd'hui le Centre d'accueil de la réserve naturelle Hermaness, qui est gérée par le Scottish Natural Heritage (SNH).

### Lien connexe
- Liste des phares en Écosse